# Ligasa
En bioquímica, una ligasa es una enzima que puede catalizar la unión (ligadura) de dos moléculas grandes formando un nuevo enlace químico. Esto es típicamente a través de la hidrólisis de un pequeño grupo químico colgante en una de las moléculas más grandes o la enzima que cataliza la unión de dos compuestos, por ejemplo, enzimas que catalizan la unión de CO, CS, CN, etc. En general, una ligasa cataliza la unión de dos compuestos. siguiente reacción:
Ab + C → A–C + b
o algunas veces
Ab + cD → A–D + b + c + d + e + f
donde las letras minúsculas pueden significar los pequeños grupos dependientes. La ligasa puede unir dos fragmentos complementarios de ácido nucleico y reparar roturas monocatenarias que surgen en el ADN bicatenario durante la replicación.

## Nomenclatura
El nombre común de las enzimas ligasa también incluyen la ADN ligasa, una enzima comúnmente utilizada en los laboratorios de biología molecular para unir fragmentos de ADN. Otros nombres comunes para las ligasas incluyen la "sintetasa", porque se utilizan para sintetizar nuevas moléculas.
La nomenclatura bioquímica a veces ha distinguido las sintetasas de las sintasas y, a veces, ha tratado las palabras como sinónimos. Según una definición, las sintasas no usan energía de los nucleósidos trifosfatos (como ATP, GTP, CTP, TTP y UTP), mientras que las sintetasas sí usan nucleósidos trifosfatos. También se dice que una sintasa es una liasa (una liasa es una enzima que cataliza la ruptura de varios enlaces químicos por medios distintos a la hidrólisis y la oxidación, a menudo formando un nuevo doble enlace o una nueva estructura de anillo) y no requiere energía, mientras que una sintetasa es una ligasa (una ligasa es una enzima que une dos sustancias químicas o compuestos) y, por lo tanto, requiere energía. sin embargo, la Comisión Conjunta de Nomenclatura Bioquímica (JCBN) dicta que "sintasa" se puede usar con cualquier enzima que catalice la síntesis (ya sea que use o no nucleósido trifosfato), mientras que "sintetasa" se debe usar como sinónimo.

### Categoría EC 6.1 (forma enlaces C-O)

#### EC 6.1.1 ligasas formadoras de Aminoacil-tARN o compuestos relacionados
EC 6.1.1.1 tirosina—tARN ligasa
EC 6.1.1.2 triptófano—tARN ligasa
EC 6.1.1.3 treonina—tARN ligasa
EC 6.1.1.4 leucina—tARN ligasa
EC 6.1.1.5 isoleucina—tARN ligasa
EC 6.1.1.6 lisina—tARN ligasa
EC 6.1.1.7 alanina—tARN ligasa
EC 6.1.1.8 eliminada
EC 6.1.1.9 valina—tARN ligasa
EC 6.1.1.10 metionina—tARN ligasa
EC 6.1.1.11 serina—tARN ligasa
EC 6.1.1.12 aspartato—tARN ligasa
EC 6.1.1.13 D-alanina-poli(fosforibitol) ligasa
EC 6.1.1.14 glicina—tARN ligasa
EC 6.1.1.15 prolina—tARN ligasa
EC 6.1.1.16 cisteína—tARN ligasa
EC 6.1.1.17 glutamato—tARN ligasa
EC 6.1.1.18 glutamina—tARN ligasa
EC 6.1.1.19 arginina—tARN ligasa
EC 6.1.1.20 fenilalanina—tARN ligasa
EC 6.1.1.21  histidina—tARN ligasa
EC 6.1.1.22 asparagina—tARN ligasa
EC 6.1.1.23 aspartato—tARNAsn ligasa
EC 6.1.1.24 glutamato—tARNGln ligasa
EC 6.1.1.25 eliminada
EC 6.1.1.26 pirrolisina—tARNPyl ligasa
EC 6.1.1.27 O-fosfoserina—tARN ligasa
EC 6.1.1.28 eliminada

#### EC 6.1.2 ácido—alcohol ligasas (ester sintasas)
EC 6.1.2.1 D-alanina—(R)-lactato ligasa
EC 6.1.2.2 nebramicina 5' sintasa

#### EC 6.1.3 ciclo-ligasas
EC 6.1.3.1 olefina β-lactona sintetasa

### Categoría EC 6.2 (forma enlaces C-S)

#### EC 6.2.1 Ácido-tiol ligasas
EC 6.2.1.1 acetato—CoA ligasa
EC 6.2.1.2 CoA ligasa de ácidos de cadena media
EC 6.2.1.3 de cadena larga-graso-acid—CoA ligasa
EC 6.2.1.4 succinato—CoA ligasa (GDP-formador)
EC 6.2.1.5 succinato—CoA ligasa (ADP-formador)
EC 6.2.1.6 glutarato—CoA ligasa
EC 6.2.1.7 colato—CoA ligasa
EC 6.2.1.8 oxalato—CoA ligasa
EC 6.2.1.9 malato—CoA ligasa
EC 6.2.1.10 ácido—CoA ligasa (GDP-formador)
EC 6.2.1.11 biotina—CoA ligasa
EC 6.2.1.12 4-cumarato—CoA ligasa
EC 6.2.1.13 acetato—CoA ligasa (ADP-formador)
EC 6.2.1.14 6-carboxihexanoato—CoA ligasa
EC 6.2.1.15 araquidonato—CoA ligasa
EC 6.2.1.16 acetoacetato—CoA ligasa
EC 6.2.1.17 propionato—CoA ligasa
EC 6.2.1.18 citrato—CoA ligasa
EC 6.2.1.19 proteína  ligasa de ácidos grasos de cadena larga
EC 6.2.1.20 [proteína acarreadora de acilos] ligasa de ácidos grasos de cadena larga
EC 6.2.1.21 eliminada, transferida a  EC 6.2.1.30
EC 6.2.1.22 [citrato (pro-3S)-liasa] ligasa
EC 6.2.1.23 dicarboxilate—CoA ligasa
EC 6.2.1.24 fitanato—CoA ligasa
EC 6.2.1.25 benzoato—CoA ligasa
EC 6.2.1.26 o-succinilbenzoato—CoA ligasa
EC 6.2.1.27 4-hidroxibenzoato—CoA ligasa
EC 6.2.1.28 3α,7α-dihidroxi-5β-colestanato—CoA ligasa
EC 6.2.1.29 eliminada, transferida a EC 6.2.1.7
EC 6.2.1.30 fenilacetato—CoA ligasa
EC 6.2.1.31 2-furoato—CoA ligasa
EC 6.2.1.32 antranilato—CoA ligasa
EC 6.2.1.33 4-clorobenzoato—CoA ligasa
EC 6.2.1.34 trans-feruloil-CoA sintasa
EC 6.2.1.35 acetato—[proteína acarreadora de acilos] ligasa
EC 6.2.1.36 3-hidroxipropionil-CoA sintasa
EC 6.2.1.37 3-hidroxibenzoato—CoA ligasa
EC 6.2.1.38 (2,2,3-trimetil-5-oxociclopent-3-enil)acetil-CoA sintasa
EC 6.2.1.39 [butirosina-proteína acarreadora de acilos]—L-glutamato ligasa
EC 6.2.1.40 4-hidroxibutirato—CoA ligasa (formadora de AMP)
EC 6.2.1.41 3-[(3aS,4S,7aS)-7a-metil-1,5-dioxo-octahidro-1H-inden-4-il]propanoato—CoA ligasa
EC 6.2.1.42 3-oxocolest-4-en-26-oato—CoA ligasa
EC 6.2.1.43 2-hidroxi-7-metoxi-5-metil-1-naftoato—CoA ligasa
EC 6.2.1.44 3-(metiltio)propionil—CoA ligasa
EC 6.2.1.45 enzima activadora de ubiquitina E1
EC 6.2.1.46 L-alo-isoleucina:holo-[proteína acarreadora de CmaA peptidilo] ligasa
EC 6.2.1.47 [acil-carrier-proteína ] ligasa de ácidos grasos de cadena media
EC 6.2.1.48 carnitina-CoA ligasa
EC 6.2.1.49 adenililtransferasa FadD28 de ácido graso de cadena larga
EC 6.2.1.50 4-hidroxibenzoato adenililtransferasa FadD22
EC 6.2.1.51 4-hidroxifenilalcanoato adenililtransferasa FadD29
EC 6.2.1.52 luciferina de Lampyris—CoA ligasa
EC 6.2.1.53 L-prolina—[proteína acarreadora de L-prolilos] ligasa
EC 6.2.1.54 D-alanina—[proteína acarreadora de D-alanilos] ligasa (26 de abril de 2018)
EC 6.2.1.55 enzima activadora de E1 SAMP
EC 6.2.1.56 4-hidroxibutirato—CoA ligasa (ADP-formador)
EC 6.2.1.57 adenilasa/transferasa FadD23 ácido graso de cadena larga
EC 6.2.1.58 isoftalato—CoA ligasa
EC 6.2.1.59 adenilasa/transferasa FadD26 de ácido graso de cadena larga
EC 6.2.1.60 marinolato—CoA ligasa

### Categoría EC 6.3 (forma enlaces C-N)

#### EC 6.3.1 ácido-amoniaco (o amina) ligasas (amida sintasas)
EC 6.3.1.1 aspartato—amonia ligasa
EC 6.3.1.2 glutamina sintetasa
EC 6.3.1.3 eliminada, transferida a  EC 6.3.4.13
EC 6.3.1.4 aspartato—amonio ligasa (formador de ADP)
EC 6.3.1.5 NAD+ sintasa
EC 6.3.1.6 glutamato—etilamina ligasa
EC 6.3.1.7 4-metileneglutamato—amonia ligasa
EC 6.3.1.8 glutationilspermidina sintasa
EC 6.3.1.9 tripanotiona sintasa
EC 6.3.1.10 adenosilcobinamida-fosfato sintasa
EC 6.3.1.11 glutamato—putrescina ligasa
EC 6.3.1.12 D-aspartato ligasa
EC 6.3.1.13 L-cisteína:1D- mio-inositol 2-amino-2-desoxi-α-D-glucopiranósido ligasa
EC 6.3.1.14 diftina—amonia ligasa
EC 6.3.1.15 8-desmetilnovobiocato sintasa
EC 6.3.1.16 eliminada, transferida a EC 6.3.3.6
EC 6.3.1.17 β-citrilglutamato sintasa
EC 6.3.1.18 γ-glutamilanilida sintasa
EC 6.3.1.19 procarionte ubiquitina-like proteína  ligasa
EC 6.3.1.20 lipoato—proteína  ligasa

#### EC 6.3.2 ligasas de aminoácidos (péptido sintasas)
EC 6.3.2.1 pantoato—β-alanina ligasa (formadora de AMP)
EC 6.3.2.2 glutamato—cisteína ligasa
EC 6.3.2.3 glutatión sintasa
EC 6.3.2.4 D-alanina—D-alanina ligasa
EC 6.3.2.5 Fosfopantotenato-cisteína ligasa (CTP)
EC 6.3.2.6 fosforibosilamino imidazolsuccinocarboxamida sintasa
EC 6.3.2.7 UDP-N-acetilmuramoil-L-alanil-D-glutamato—L-lisina ligasa
EC 6.3.2.8 UDP-N-acetilmuramato—L-alanina ligasa
EC 6.3.2.9 UDP-N-acetilmuramoilalanina—D-glutamato ligasa
EC 6.3.2.10 UDP-N-acetilmuramoilalanil-tripéptido—D-alanil-D-alanina ligasa
EC 6.3.2.11 carnosina sintasa
EC 6.3.2.12 dihidrofolato sintasa
EC 6.3.2.13 UDP-N-acetilmuramoil-L-alanil-D-glutamato—2,6-diaminopimelato ligasa
EC 6.3.2.14 enterobactina sintasa
EC 6.3.2.15 eliminada, transferida a EC 6.3.2.10
EC 6.3.2.16 D-alanina—alanil-poli(glicerolfosfato) ligasa
EC 6.3.2.17 tetrahidrofolato sintasa
EC 6.3.2.18 γ-glutamilhistamina sintasa
EC 6.3.2.19 eliminada, transferida a  EC 6.2.1.45, :EC 2.3.2.23 and :EC 6.3.2.20 indoleacetato—lisina sintetasa
EC 6.3.2.21 eliminada, tran 6.3.2.49
EC 6.3.2.22 eliminada, transferida a  EC 6.3.1.14
EC 6.3.2.23 homoglutatión sintasa
EC 6.3.2.24 tirosina—arginina ligasa
EC 6.3.2.25 tubulina—tirosina ligasa
EC 6.3.2.26 N-(5-amino-5-carboxipentanoil)-L-cisteinil-D-valina sintasa
EC 6.3.2.27 eliminada, transferida a  EC 6.3.2.38 y EC 6.3.2.39
EC 6.3.2.28 L-aminoácido α-ligasa
EC 6.3.2.29 cianoficina sintasa (L-aspartato-adding)
EC 6.3.2.30 cianoficina sintasa (L-arginina-adding)
EC 6.3.2.31 coenzima F420-0:L-glutamato ligasa
EC 6.3.2.32 coenzima γ-F420-2:α-L-glutamato ligasa
EC 6.3.2.33 tetrahidrosarcinapterina sintasa
EC 6.3.2.34 coenzima F420-1:γ-L-glutamato ligasa
EC 6.3.2.35 D-alanina—D-serina ligasa
EC 6.3.2.36 4-fosfopantoato—β-alanina ligasa
EC 6.3.2.37 UDP-N-acetilmuramoil-L-alanil-D-glutamato—D-lisina ligasa
EC 6.3.2.38 N2-citril-N6-acetil-N6-hidroxilisina sintasa
EC 6.3.2.39 aerobactina sintasa
EC 6.3.2.40 ciclopeptina sintasa
EC 6.3.2.41 N-acetilaspartilglutamato sintasa
EC 6.3.2.42 N-acetilaspartilglutamilglutamato sintasa
EC 6.3.2.43 [proteína  lisW de la biosíntesis de lisina]—L-2-aminoadipato ligasa
EC 6.3.2.44 pantoato—β-alanina ligasa (ADP-formador)
EC 6.3.2.45 UDP-N-acetilmuramato L-alanil-γ-D-glutamil-meso-2,6-diaminoheptanodioato ligasa
EC 6.3.2.46 fumarato—(S)-2,3-diaminopropanoato ligasa
EC 6.3.2.47 dapdiamida sintasa
EC 6.3.2.48 L-arginina-específico L-amino acid ligasa
EC 6.3.2.49 L-alanina-L-anticapsin ligasa
EC 6.3.2.50 tenuazonato sintetasa
EC 6.3.2.51 fosfopantotenato—cisteína ligasa (ATP)
EC 6.3.2.52 jasmonoil—L-amino acid sintetasa
EC 6.3.2.53 UDP-N-acetilmuramoil-L-alanina—L-glutamato ligasa
EC 6.3.2.54 L-2,3-diaminopropanoato—citrato ligasa
EC 6.3.2.55 2-[(L-alanin-3-ilcarbamoil)metil]-3-(2-aminoetilcarbamoil)-2-hidroxipropanoato sintasa
EC 6.3.2.56 estafiloferrina B sintasa
EC 6.3.2.57 estafiloferrina A sintasa
EC 6.3.2.58 D-ornitina—citrato ligasa

#### EC 6.3.3 Ciclo-ligasas
EC 6.3.3.1 fosforibosilformilglicinamidina ciclo-ligasa
EC 6.3.3.2 5-formiltetrahidrofolato ciclo-ligasa
EC 6.3.3.3 destiobiotina sintasa
EC 6.3.3.4 (carboxietil)arginina-β-lactama sintasa
EC 6.3.3.5 O-ureido-D-serina ciclo-ligasa
EC 6.3.3.6 carbapenam-3-carboxilato sintasa
EC 6.3.3.7 Ni-sirohidroclorina a,c-diamida ciclasa reductiva

#### EC 6.3.4 Otras ligasas Carbono-Nitrógeno
EC 6.3.4.1 eliminada, transferida a  EC 6.3.5.2
EC 6.3.4.2 CTP sintasa (hidrolizante de glutamina)
EC 6.3.4.3 formato—tetrahidrofolato ligasa
EC 6.3.4.4 adenilosuccinato sintasa
EC 6.3.4.5 argininosuccinato sintasa
EC 6.3.4.6 urea carboxilasa
EC 6.3.4.7 ribosa-5-fosfato—amonia ligasa
EC 6.3.4.8  imidazolacetato—fosforibosildifosfato ligasa
EC 6.3.4.9 biotina—[metilmalonil-CoA-carboxitransferasa] ligasa
EC 6.3.4.10 biotina—[propionil-CoA-carboxilasa (hidrolizante de ATP)] ligasa
EC 6.3.4.11 biotina—[metilcrotonoil-CoA-carboxilasa] ligasa
EC 6.3.4.12 glutamato—metilamina ligasa
EC 6.3.4.13 fosforibosilamina—glicina ligasa
EC 6.3.4.14 biotina carboxilasa
EC 6.3.4.15 biotina—(acetil-CoA-carboxilasa) ligasa
EC 6.3.4.16 carbamoil-fosfato sintasa (amonia)
EC 6.3.4.17 formato—dihidrofolato ligasa
EC 6.3.4.18 5-(carboxiamino) imidazol ribonucleotide sintasa
EC 6.3.4.19 tARN-Ile-lisidina sintetasa
EC 6.3.4.20 7-ciano-7-deazaguanina sintasa
EC 6.3.4.21 nicotinato fosforibosiltransferasa
EC 6.3.4.22 tARN-Ile2-agmatinilcitidina sintasa
EC 6.3.4.23 formato—fosforibosilaminoimidazol carboxamida ligasa
EC 6.3.4.24 tiramina—L-glutamato ligasa
EC 6.3.5.1 NAD+ sintasa (hidrolizante de glutamina)
EC 6.3.5.2 GMP sintasa (hidrolizante de glutamina)
EC 6.3.5.3 fosforibosilformilglicinamidina sintasa
EC 6.3.5.4 asparagina sintasa (hidrolizante de glutamina)
EC 6.3.5.5 carbamoil-fosfato sintasa (hidrolizante de glutamina glutamina)
EC 6.3.5.6 asparaginil-tARN sintasa (hidrolizante de hidrolising)
EC 6.3.5.7 glutaminil-tARN sintasa (hidrolizante de glutamina)
EC 6.3.5.8 eliminada, transferida a  EC 2.6.1.85
EC 6.3.5.9 hidrógenobirinato, a,c-diamida sintasa (hidrolizante de glutamina)
EC 6.3.5.10 adenosilcobirato sintasa (hidrolizante de glutamina)
EC 6.3.5.11 cobirinato a,c-diamida sintasa
EC 6.3.5.12 Ni-sirohidroclorina a,c-diamida sintasa
EC 6.3.5.13 isoglutaminil lípido II sintasa (hidrolizante de glutamina)

### Categoría EC 6.4 (forma enlaces C-C)
EC 6.4.1.1 piruvato carboxilasa
EC 6.4.1.2 acetil-CoA carboxilasa
EC 6.4.1.3 propionil-CoA carboxilasa
EC 6.4.1.4 metilcrotonoil-CoA carboxilasa
EC 6.4.1.5 geranoil-CoA carboxilasa
EC 6.4.1.6 acetona carboxilasa
EC 6.4.1.7 2-oxoglutarato carboxilasa
EC 6.4.1.8 acetofenona carboxilasa
EC 6.4.1.9 coenzima F430 sintetasa

### Categoría EC 6.5 (forma ésteres fosfóricos)
EC 6.5.1.1 ADN ligasa (ATP)
EC 6.5.1.2 ADN ligasa (NAD+)
EC 6.5.1.3 ARN ligasa (ATP)
EC 6.5.1.4 ARN-fosfato-3'-terminal ciclasa (ATP)
EC 6.5.1.5 ARNfosfato -'-terminal ciclasa (GTP)
EC 6.5.1.6 ADN ligasa (ATP o NAD+)
EC 6.5.1.7 ADN ligasa (ATP, ADP or GTP)
EC 6.5.1.8 3'-fosfato/5'-hidroxi ligasa de ácidos nucleicos

### Categoría EC 6.6 (forma enlaces de coordinación de un metal con ligantes de nitrógeno)
EC 6.6.1 Forman complejos de coordinación
EC 6.6.1.1 magnesio quelatasa
EC 6.6.1.2 cobaltoquelatasa

## Clasificación
Las ligasas son clasificadas en seis subclases con un sistema EC-número bajo la categorización de EC 6.-.-.-. El segundo dígito define la naturaleza exacta del enlace:
- EC 6.1, incluye ligasas usadas para formar uniones oxígeno-carbono.
  - EC 6.1.1 Ligasas forman aminoacil-ARNt y compuestos relacionados.
  - EC 6.1.2 Ligasas ácido-alcohol (sintasas éster).
- EC 6.2, ligasa usadas para formar uniones carbono-azufre.
  - EC 6.2.1 Ligasas ácido-tiol.
- EC 6.3, incluye ligasas usadas para crear uniones carbono-nitrógeno.
  - EC 6.3.1 Ácido-amoniaco (o amina) ligasas (sintasas amida).
  - EC 6.3.2 Ligasas ácido-aminoácidos (péptido sintasas).
  - EC 6.3.3 Ciclo-ligasas.
  - EC 6.3.4 Otras ligasas carbono-nitrógeno.
  - EC 6.3.5 Carbono-nitrógeno ligasas con glutamina como amido-N-donador.
- EC 6.4, abarca ligasas que forman uniones carbono-carbono.
- EC 6.5, incluye ligasa que forman ésteres fosfóricos.
- EC 6.6, ligasa usadas como unión nitrógeno-metal.
  - EC 6.6.1 Formando complejos de coordinación.

## ADN ligasas

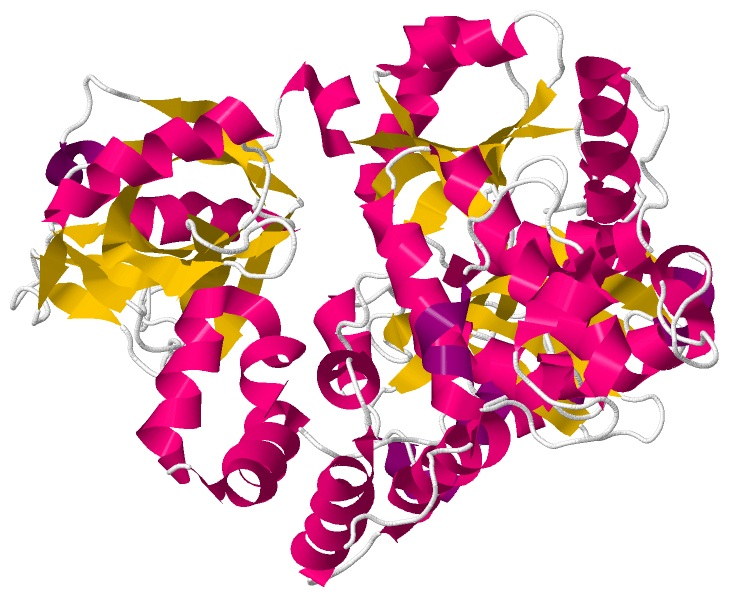
ADN ligasa (ATP)

Uno de los grupos más importantes dentro de la clasificación de las ligasas son la ADN ligasa. La unión de las ADN ligasas está formada por dos cadenas de ADN que se forman usando un diéster fosfórico. Por lo que la ADN ligasas se encuentra dentro de la clasificación EC 6.5.
Las ADN ligasas fueron descubiertas en 1967 por los laboratorios de Gellert, Lehman, Richardson y Hurwitz esto representó un evento importante en la biología molecular. Estas son importantes para la replicación y reparación del ADN en todo el organismo. Las ligasas fueron esenciales para el desarrollo de clonación molecular y en varias ramificaciones posteriores de la biotecnología del ADN.
La deficiencia genética de las ADN ligasas en humanos ha sido relacionada con varios síndromes clínicos caracterizados por inmunodeficiencia, sensibilidad a la radiación y anormalidades de desarrollo.
Dentro de esta clasificación encontramos la ADN ligasa (ATP) y la ADN ligasa (NAD+) las cuales se encuentran registradas y aceptadas por el Comité de Nomenclatura de la Unión Internacional de Bioquímica y Biología Molecular (NC-IUBMB) por sus siglas en inglés.

### ADN ligasa (ATP)
Cataliza la formación de un fosfodiéster en el lugar de un rompimiento de un ADN monocatenario dúplex. En cierta medida, el ARN también puede actuar como sustrato.
- Reacción: ATP + (desoxirribonucleótidos)n + (desoxirribonucleótidos)m = AMP + difosfato + (desoxirribonucleótidos)n+m[5]

### ADN ligasa (NAD+)
Tiene la misma acción que la ADN ligasa (ATP) de catalizar la formación de un fosfodiéster solo que en la reacción se utiliza NAD+ en lugar de ATP.
- Reacción: NAD+ + (desoxirribonucleótidos)n + (desoxirribonucleótidos)m = AMP + nicotinamida nucleótido + (desoxirribonucleótidos)n+m[6]

## ARN ligasas
Pertenecen al grupo de las ligasas y su función es la de formar enlaces fósforo-éster. Dentro de esta clasificación encontramos a la ARN ligasa (ATP).

### ARN ligasa (ATP)
Convierte el ARN lineal a una forma circular por transferencia 
- Reacción: ATP + (ribonucleótido)n + (ribonucleótido)m = AMP + difosfato + (ribonucleótido)n+m[8]

## Ejemplos
- Piruvato carboxilasa
- Aminoacil ARNt sintetasa